# Associazione Calcio Monza 1930-1931
Questa voce raccoglie le informazioni riguardanti l'Associazione Calcio Monza nelle competizioni ufficiali della stagione 1930-1931.

## Stagione
Nella stagione 1930-1931 il Monza con 26 punti si piazza in settima posizione a pari merito con la Biellese.
Per l'avvocato Gaetano Ciceri è l'ultima stagione alla presidenza del club biancazzurro.

## Rosa
| N. |                   | Ruolo | Calciatore         |
| -- | ----------------- | ----- | ------------------ |
|    | Italia (bandiera) | A     | Giovanni Arosio    |
|    | Italia (bandiera) | D     | Alessandro Banfi   |
|    | Italia (bandiera) | C     | Enrico Colombo (I) |
|    | Italia (bandiera) | D     | Luigi Colombo (II) |
|    | Italia (bandiera) | C     | Edmondo Corradi    |
|    | Italia (bandiera) | A     | Renzo Crespi       |
|    | Italia (bandiera) | A     | Paolo Leoni        |
|    | Italia (bandiera) | A     | Pietro Lorenzini   |
|    | Italia (bandiera) | D     | Rino Meda          |

| N. |                   | Ruolo | Calciatore         |
| -- | ----------------- | ----- | ------------------ |
|    | Italia (bandiera) | D     | Adriano Meschia    |
|    | Italia (bandiera) | A     | Emilio Riva (II)   |
|    | Italia (bandiera) | C     | Mario Riva (I)     |
|    | Italia (bandiera) | A     | Carlo Rossi        |
|    | Italia (bandiera) | A     | Carlo Rovelli      |
|    | Italia (bandiera) | A     | Aldo Sala          |
|    | Italia (bandiera) | P     | Giulio Sironi      |
|    | Italia (bandiera) | A     | Guido Valli        |
|    | Italia (bandiera) | C     | Giacomo Villa (II) |

## Risultati

### Girone di andata
| Arbitro: | Dani (Genova) |

|                    |           |  |
| Lorenzini 10’, 85’ | Marcatori |  |

| Arbitro: | Armani (Rovereto) |

|                |           |                                       |
| Scabri III 60’ | Marcatori | 25’ Villa II 50’ Lorenzini 76’ Arosio |

| Arbitro: | Garzena (Voghera) |

|                    |           |           |
| Lorenzini 40’, 63’ | Marcatori | 30’ Zappi |

| Arbitro: | Melandri (Genova) |

|                     |           |           |
| Cesana 7’ Torti 52’ | Marcatori | 74’ Rossi |

| Arbitro: | Brignone (Torino) |

|                                             |           |                      |
| Lorenzini 14’ Rossi 35’ Riva I 65’ Sala 85’ | Marcatori | 6’, 55’, 59’ Valenti |

| Arbitro: | Chiaudano (Torino) |

|               |           |  |
| Percivaldi 7’ | Marcatori |  |

| Arbitro: | Gandolfi (Torino) |

|          |           |                                                   |
| Sala 15’ | Marcatori | 4’ Moretti 27’ (aut.) Colombo II 87’ Aliverti III |

| Arbitro: | Dorigo (Vicenza) |

|                               |           |  |
| Portaluppi 47’ Mazza 50’, 87’ | Marcatori |  |

| Arbitro: | Pedroni (Milano) |

|                              |           |                |
| Sala 33’ Leoni 68’ Rossi 75’ | Marcatori | 57’ Moretti II |

| Arbitro: | Bonello (Venezia) |

|           |           |           |
| Torti 67’ | Marcatori | 71’ Rossi |

| Monza 7 dicembre 1930 11ª giornata | Monza           | 0 – 0 referto | Biellese | Campo di via Ghilini\| Arbitro: \| Indri (Venezia) \| |
| Arbitro:                           | Indri (Venezia) |               |          |                                                       |

| Arbitro: | Zaffiri (Genova) |

|                             |           |           |
| Biffi 74’ (rig.) Romano 87’ | Marcatori | 52’ Valli |

| Arbitro: | Lupini (Bergamo) |

|               |           |  |
| Colombo I 45’ | Marcatori |  |

### Girone di ritorno
| Arbitro: | Maina (Torino) |

|             |           |           |
| Longoni 29’ | Marcatori | 15’ Rossi |

| Arbitro: | Piccoli (Bologna) |

|          |           |                    |
| Sala 25’ | Marcatori | 52’ (rig.) Fossati |

| Arbitro: | De Giuli (Novara) |

|  |           |                             |
|  | Marcatori | 10’ (aut.) Venturi 87’ Sala |

| Arbitro: | Melandri (Genova) |

|  |           |                |
|  | Marcatori | 28’, 69’ Curti |

| Arbitro: | Gianelli (Genova) |

|                                                           |           |            |
| Cappellini 50’, 71’ Grignani 66’ Canevara 67’ Biasini 85’ | Marcatori | 48’ Crespi |

| Arbitro: | Gilardoni (Saronno) |

|                          |           |                       |
| Crespi 9’ Colombo II 37’ | Marcatori | 72’ (aut.) Colombo II |

| Arbitro: | Papa (Genova) |

|                                  |           |  |
| Tedeschi II 20’ Aliverti III 70’ | Marcatori |  |

| Arbitro: | Ubiali (Bergamo) |

|          |           |  |
| Leoni 6’ | Marcatori |  |

| Arbitro: | Cibaldi (Brescia) |

|                                     |           |                       |
| Dosi 28’ Moretti II 31’ Voltini 59’ | Marcatori | 65’ (rig.) Colombo II |

| Arbitro: | Scotto (Savona) |

|                           |           |  |
| Valli 49’, 57’ Arosio 84’ | Marcatori |  |

| Arbitro: | Belardi (Oneglia) |

|                         |           |  |
| Greppi 15’ (rig.), rig’ | Marcatori |  |

| Arbitro: | Canetta (Alessandria) |

|                      |           |                                              |
| Rossi 35’ Arosio 74’ | Marcatori | 27’ Romano 71’ Preziati 81’, 82’, 89’ Sacchi |

| Arbitro: | Bo (Genova) |

|                |           |                 |
| Campagnini 55’ | Marcatori | 49’, 75’ Arosio |

## Statistiche

### Statistiche di squadra
| Competizione    | Punti | In casa | In casa | In casa | In casa | In casa | In casa | In trasferta | In trasferta | In trasferta | In trasferta | In trasferta | In trasferta | Totale | Totale | Totale | Totale | Totale | Totale | DR |
| Competizione    | Punti | G       | V       | N       | P       | Gf      | Gs      | G            | V            | N            | P            | Gf           | Gs           | G      | V      | N      | P      | Gf     | Gs     | DR |
| --------------- | ----- | ------- | ------- | ------- | ------- | ------- | ------- | ------------ | ------------ | ------------ | ------------ | ------------ | ------------ | ------ | ------ | ------ | ------ | ------ | ------ | -- |
| Prima Divisione | 26    | 13      | 8       | 2       | 3       | 22      | 17      | 13           | 3            | 2            | 8            | 13           | 24           | 26     | 11     | 4      | 11     | 35     | 41     | -6 |

### Statistiche dei giocatori
| Giocatore       | Prima Divisione | Prima Divisione |
| Giocatore       | Presenze        | Reti            |
| --------------- | --------------- | --------------- |
| G. Arosio       | 17              | 5               |
| A. Banfi        | 11              | 0               |
| E. Colombo (I)  | 15              | 1               |
| L. Colombo (II) | 24              | 2               |
| E. Corradi      | 16              | 0               |
| R. Crespi       | 6               | 2               |
| P. Leoni        | 11              | 2               |
| P. Lorenzini    | 15              | 6               |
| R. Meda         | 3               | 0               |
| A. Meschia      | 21              | 0               |
| M. Riva (I)     | 15              | 1               |
| E. Riva (II)    | 11              | 0               |
| C. Rossi        | 26              | 6               |
| C. Rovelli      | 4               | 0               |
| A. Sala         | 26              | 5               |
| G. Sironi       | 26              | -41             |
| G. Valli        | 21              | 3               |
| G. Villa        | 21              | 1               |

## Arrivi e partenze
| Acquisti | Acquisti        | Acquisti    | Acquisti   |
| R.       | Nome            | da          | Modalità   |
| -------- | --------------- | ----------- | ---------- |
| C        | Guido Casiraghi | Pro Lissone | definitivo |
| A        | Aldo Sala       | Seregno     | definitivo |

| Cessioni | Cessioni           | Cessioni      | Cessioni   |
| R.       | Nome               | a             | Modalità   |
| -------- | ------------------ | ------------- | ---------- |
| C        | Enea Barbaini      | Brill         | definitivo |
| A        | Alfredo Barera     | ???           | definitivo |
| D        | Giacomo Bosco      | Lugano        | definitivo |
| A        | Felice Brambilla   | Vimercatese   | definitivo |
| A        | Ernesto Colombo    | ???           | definitivo |
| A        | Angelo Ferraris    | ???           | definitivo |
| .        | Angelo Marelli     | Cederna       | definitivo |
| P        | Giuseppe Micucci   | Pro Lissone   | definitivo |
| C        | Giovanni Pestarini | ???           | definitivo |
| P        | Angelo Piffarerio  | S.C. Desio    | definitivo |
| A        | Ettore Reynaudi    | ???           | definitivo |
| A        | Luigi Spialtini    | fine attività | militare   |
| .        | Carlo Vergani      | Audace Osnago | definitivo |